# Вишневская, Ядвига
Ядвига Мария Вишневская (пол. Jadwiga Wiśniewska; род. 2 июля 1963, Мышкув, Мышкувский повет) — польский политик и педагог.

## Биография
Окончила Высшую педагогическую школу в Ченстохове. Много лет работала учительницей, а затем директрисой начальной школы в Гняздове.
С 2002 года была членом совета Мышкувского повета. На парламентских выборах 2005 года была избрана в Сейм по списку партии «Право и справедливость». Она была переизбрана в 2007 и 2011 годах.
Стала заместителем председателя партии «Право и справедливость» Ченстоховского повета и членом политсовета партии. На выборах в Европарламент в 2014 году была избрана от списка партии «Право и справедливость» от Силезского воеводства. На выборах в Европарламент в 2019 году успешно подалась на переизбрание, получив третий лучший результат в стране (409 373 голоса).